# Герб Суража (Брянская область)
Герб города Суража — опознавательно-правовой знак, составленный и употребляемый в соответствии с геральдическими (гербоведческими) правилами и являющийся (наряду с флагом) официальным символом города Суража Суражского района Брянской области Российской Федерации.
Герб города утверждён Решением Совета народных депутатов города Суража от 10.12.2024 № 30.
Герб зарегистрирован в Государственном геральдическом регистре РФ под № 15156. 

## Описание и обоснование символики герба
«В золотом поле, на зеленой земле, – зеленый разнотравный куст в форме снопа».

Основа герба Суражского городского поселения это исторический герб Суража, утвержденный 4 июня 1782 года (по старому стилю). При этом герб воссоздан в том виде, в котором он был изображен в Жалованной грамоте императрицы Екатерины II городу Суражу, где в золотом поле был изображен созревший куст, растущий на земле, при этом сам куст изображался наподобие снопа. Восстановление старинных русских символов означает историческую и культурную преемственность, а также многовековое нахождение города в составе Российского государства.

## История герба

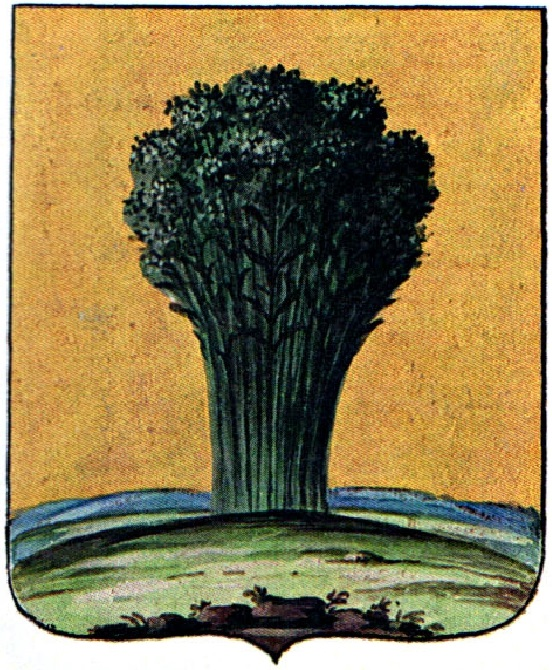
Исторический герб города Суража в Жалованной грамоте императрицы Екатерины II

4 июня 1782 года императрицей Екатериной II вместе с другими гербами городов Новгородско-Северского наместничества был Высочайше утверждён герб города Суража (ПСЗРИ, 1782, Закон № 15424).
Подлинное описание герба уездного города Суража гласило: 

«Кустъ созрѣвшаго конопля въ золотомъ полѣ, въ знакъ изобилія сего растенія, которымъ жители и производятъ торгъ».

В Жалованной грамоте императрицы Екатерины II городу Суражу (1785 г.), которая хранится в фондах Российского государственного исторического архива, исторический герб Суража изображен в более естественном виде, а куст изображен в виде снопа.
В 1865 году, в период геральдической реформы Кёне, был разработан проект нового герба Суража (официально не утверждён):"«В лазоревом щите 3 золотые византийские монеты: 2 и 1, окраина щите серебряная, обременённая 8 лазоревыми льняными цветами. В вольной части — герб Черниговской губернии. Щит увенчан башенной короной о трёх зубцах и окружён золотыми колосьями, соединёнными Александровской лентой».

В советское время исторический герб Суража не использовался.